# Kecamatan Bayat
Kecamatan Bayat är ett distrikt i Indonesien.   Det ligger i provinsen Jawa Tengah, i den västra delen av landet, 400 km öster om huvudstaden Jakarta. Kecamatan Bayat ligger vid sjöarna  Waduk Jombor och Rowo Jombor.